# Ащиколь (Акмолинская область)
Ащико́ль (каз. Ащыкөл) — село в Атбасарском районе Акмолинской области Казахстана. Входит в состав Сергеевского сельского округа. Код КАТО — 113857200.

## География
Село расположено на берегу реки Ишим, в центральной части района, на расстоянии примерно 17 километров (по прямой) к югу от административного центра района — города Атбасар, в 7 километрах к востоку от административного центра сельского округа — села Сергеевка.
Абсолютная высота — 271 метров над уровнем моря.
Ближайшие населённые пункты: село Хрящевка — на юге, село Магдалиновка — на востоке, село Сергеевка — на западе, село Акана Курманова — на юго-западе.
Северо-восточнее села находится одноимённое озеро.

## Население
В 1989 году население села составляло 461 человек (из них русские — 35 %, немцы — 34 %).
В 1999 году население села составляло 360 человек (195 мужчин и 165 женщин). По данным переписи 2009 года, в селе проживали 123 человека (62 мужчины и 61 женщина).
| Численность населения | Численность населения | Численность населения |
| 1989                  | 1999                  | 2009                  |
| --------------------- | --------------------- | --------------------- |
| 461                   | ↘360                  | ↘123                  |

## Известные жители и уроженцы
- Инербаев, Корабай (1891—1961) — Герой Социалистического Труда.

## Улицы
- ул. Есиль,
- ул. Жасыл,
- ул. Женис,
- ул. Мадениет.